# 普柳薩區
58°26′N 29°22′E / 58.433°N 29.367°E
普柳薩區（俄语：Плюсский район），是俄羅斯的一個區，位於該國西北部，由普斯科夫州負責管轄，始建於1927年8月1日，面積2,767平方公里，2010年人口9,187，人口密度每平方公里3.32人。